# Zelovo (Muć)
Zelovo (1991-ig "Zelovo Sutinsko") falu Muć községben Horvátországban Split-Dalmácia megyében.

## Fekvése
Split központjától légvonalban 28, közúton 49 km-re északra, községközpontjától légvonalban 9, közúton 19 km-re északkeletre, a Dalmát Zagora központi részén, a Plišivica-hegység területén fekszik. 

## Története
Neve a zöld színt jelentő „zelen” szóból származik. Egykor Zelovo Selonak is nevezték, 1931 és 1991 között pedig Zelovo Sutinsko volt a neve megkülönböztetésül a Sinj községhez tartozó, azonos nevű  településtől. A török kiűzése után a 17. század végén főként pravoszláv szerbekkel telepítették be. 1797-ben a Velencei Köztársaság megszűnésével a település a Habsburg Birodalom része lett. 1806-ban Napóleon csapatai foglalták el és 1813-ig francia uralom alatt állt. Napóleon bukása után ismét Habsburg uralom következett, mely az első világháború végéig tartott. 1857-ben 184, 1910-ben 113 lakosa volt. Az első világháború után rövid ideig az Olasz Királyság, ezután a Szerb-Horvát-Szlovén Királyság, majd Jugoszlávia része lett. A második világháború idején olasz csapatok szállták meg. A háború után a település a szocialista Jugoszlávia része lett. 1991-től a független Horvátországhoz tartozik. Ekkor 27 fős lakosságának 74 százaléka (20 fő) szerb, 7 százaléka (2 fő) horvát nemzetiségű volt. Lakossága 2011-ben már csak 10 fő volt.

## Lakosság
| Lakosság változása | Lakosság változása | Lakosság változása | Lakosság változása | Lakosság változása | Lakosság változása | Lakosság változása | Lakosság változása | Lakosság változása | Lakosság változása | Lakosság változása | Lakosság változása | Lakosság változása | Lakosság változása | Lakosság változása | Lakosság változása |
| ------------------ | ------------------ | ------------------ | ------------------ | ------------------ | ------------------ | ------------------ | ------------------ | ------------------ | ------------------ | ------------------ | ------------------ | ------------------ | ------------------ | ------------------ | ------------------ |
| 1857               | 1869               | 1880               | 1890               | 1900               | 1910               | 1921               | 1931               | 1948               | 1953               | 1961               | 1971               | 1981               | 1991               | 2001               | 2011               |
| 184                | 0                  | 95                 | 102                | 113                | 113                | 0                  | 144                | 170                | 131                | 98                 | 60                 | 44                 | 27                 | 13                 | 10                 |

(1869-ben és 1921-ben lakosságát Sutinához számították.)